# Tubariopsis torquipes
Tubariopsis torquipes — вид базидіомікотових грибів родини больбітієві (Bolbitiaceae) з монотипового роду Tubariopsis. Назва вперше опублікована 1931 року.